# 古代ギリシアのレスリング
古代ギリシアのレスリング（ギリシャ語でパレー、希: πάλη、pálē）は、古代ギリシアにおける最も人気のあったスポーツの一つで、格闘技（ボクシング、パンクラチオン）の中で最も早く古代オリンピックに正式競技として加わり、五種競技の一種目にもなっていた。
相手の肩や背中や尻を地面に着ける、関節技・絞め技によってギブアップを奪う、競技場より相手を押し出すことによって得点となり、3点を先取したほうが勝者となる。この形式のレスリングにおいて特に重要とされるのが、相手の背後に回り相手の首を絞めるポジションを取ることである。背後を取られた側の選手は、絞めが完全に極まる前に相手の腕をつかんで背中から振り落とすことが求められた。
レスリングは紀元前708年に徒競走以外の競技で古代オリンピックに初めて採用された競技となった。競技会は勝ち抜き形式のトーナメントでただ一人の優勝者が決まるまで行われた。 競技場の広さは1プレスロン（英語: plethron）（約30メートル）四方、あるいは1ストレンマ（英語: stremma）（約1000平方メートル）であった。またこの競技は五種競技のうちの一つとしても行われた。レスリングは神話におけるヘラクレスに代表されるような力強さを、最も表現する競技であるとみなされていた。

## 著名な選手
クロトンのミロンは古代ギリシアにおける最も有名なレスラーの一人である。 ある大会では誰も彼に挑みかかろうとしなかったが、彼が競技場に下り立った時足を滑らせて地面に倒れてしまった。それを見た観客は彼が優勝者としてふさわしくないと野次を飛ばしたが、彼は倒れたのは一度のみであり後2回は倒れねば敗北とは認められないとしてその野次をはねつけたという。
メッセネのレオンティスコスもまた有名なチャンピオンとして記録されている。 彼はレスリング技術ではなく、その卓越した指曲げ技術で知られている。 彼は失格となる点まで指を曲げることができ二つの大会をこの技術によって優勝している。スーダ辞典によれば、彼は対戦相手の指を折ることが多かったのでアクロケルシテス（Akrokhersites）と呼ばれた。

## ルール
ルールは以下のようになっていた。

- 故意に行う打撃は反則。

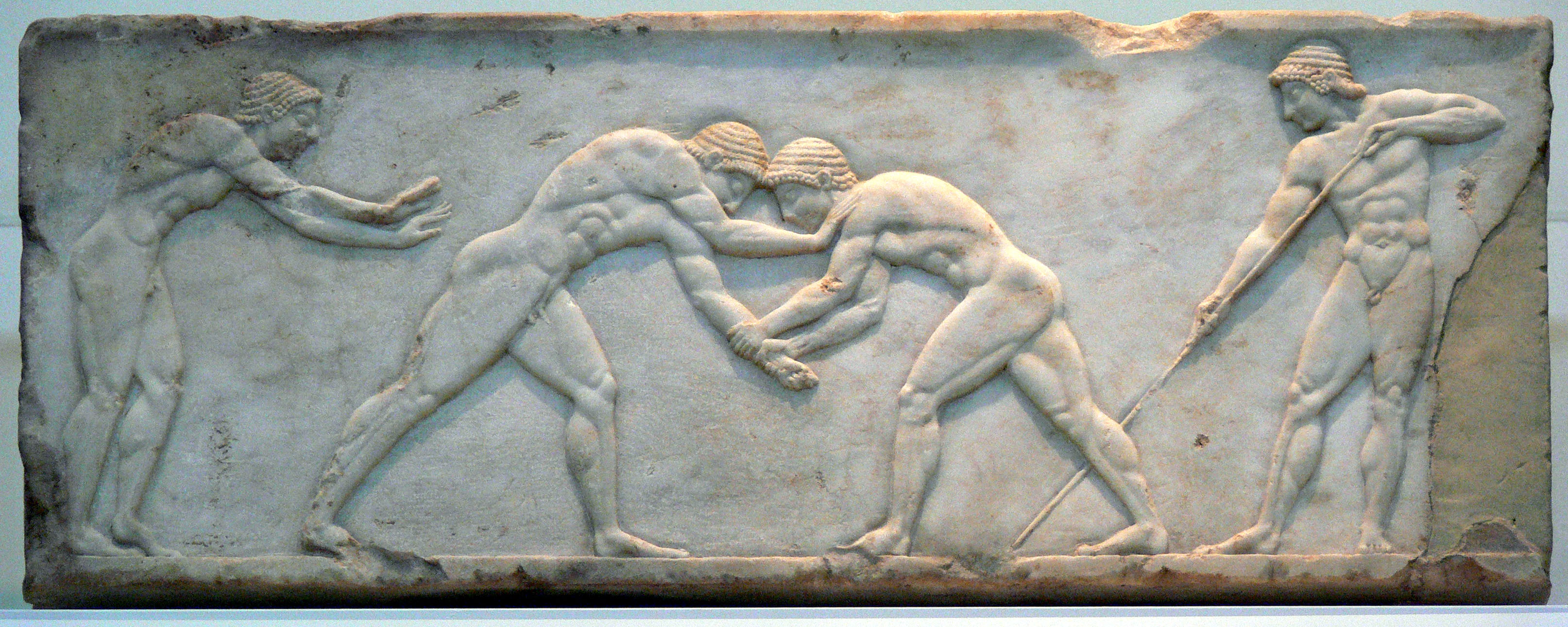
レスリング選手を描いた墓のレリーフ(紀元前510-500)

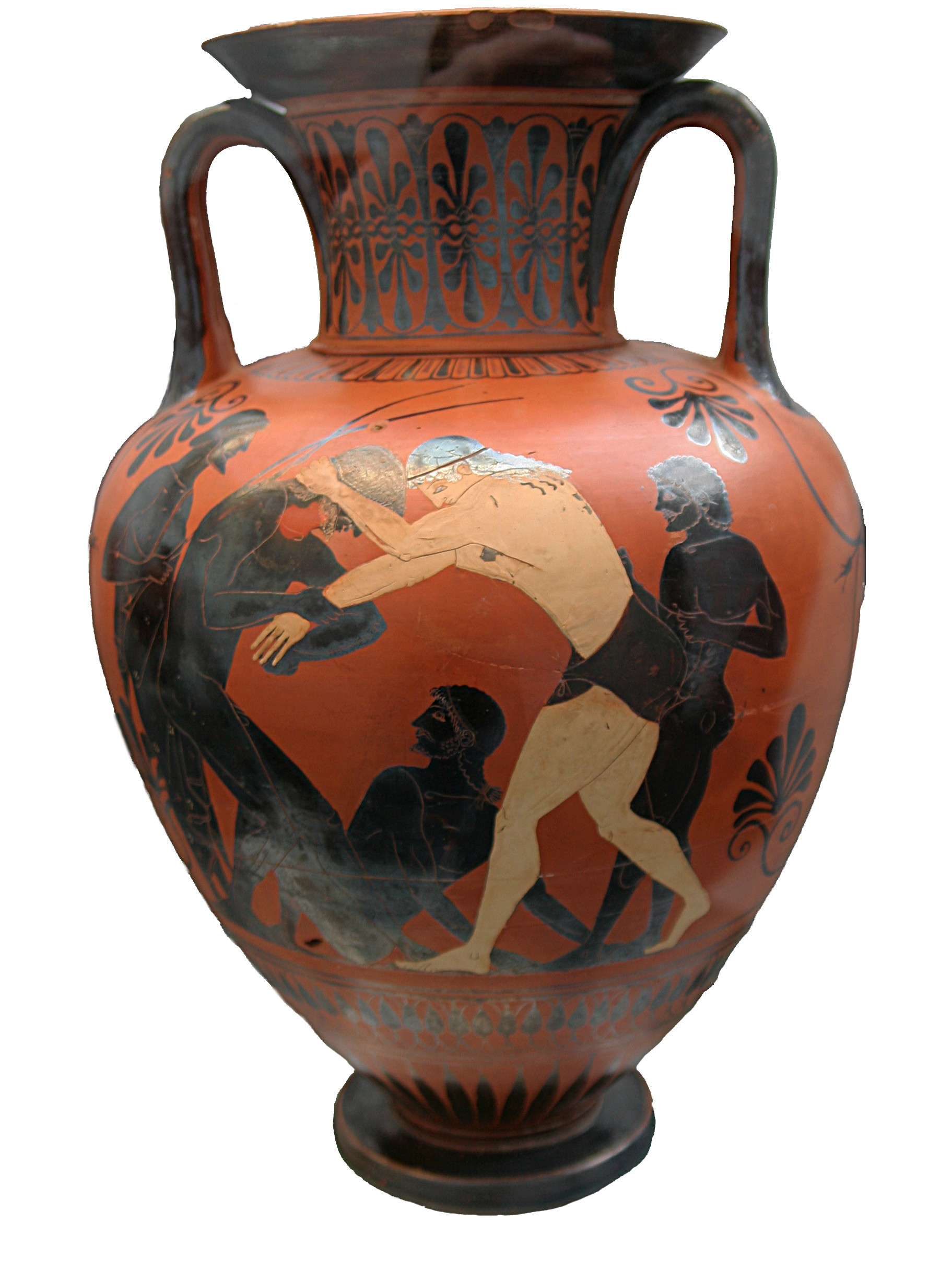
ペーレウスとアタランテーのレスリング(「ミュンヘンの画家」と呼ばれている壺絵師による作品。アッティカの黒絵式アンフォラ、紀元前500-490)

- 目潰しと噛みつきは反則。これはパンクラチオンにおいても反則とされていた。
- 相手を降参させるために指を捻ったと審判が判断したものは反則。
- 性器を掴むことは反則。
- それ以外の痛みや恐怖によって相手を降参させるための掴む行為は許可されるものであり、競技の要である。
- 違反者に対してはその違反行為を止めるまで審判によって鞭打ちが加えられる。
- 3点を先取した選手が勝利となる。
- 次のいずれかの方法によって得点となる:
  1. 相手の背面を地面に着ける。
  2. 痛みや恐怖を通して、相手にタップなどの降参の意思表示をさせる。
  3. 相手の体の一部を競技場の外の地面に着ける。
- 得点が入った後には、相手が立ち上がるのを待ってから試合が再開される。
- 競技の開始と終了は審判の合図による。
- 競技者が気付いていなくとも、審判が得点が入ったとみなした時にはいつでも試合を中断させることができる。
- 審判や大会にかかわるその他のスタッフには得点に関する競技者間の意見の不一致を解決する権限があり、その決定には従わなければならない。
- 競技場は、1プレスロン（＝100ギリシア・フィート。徒競走のトラックの横幅）四方、もしくは大会主催者の定めた広さの、砂か土で覆われた大きな正方形とする。
- 競技者は競技場の中央で、互いに触れあうことのない間合いから試合を始めなければならない。細かい距離については審判が決定する。
- その他細かい点については大会の主催者の裁量によるものとする。